# آن ماري دي باكر
آن ماري دي باكر (بالفرنسية: Anne-Marie de Backer)‏ (2 نوفمبر 1908 - 5 يوليو 1987)؛ مترجمة، كاتِبة وشاعرة فرنسية.